# صموئيل جي. إنجل
صموئيل جي. إنجل (بالإنجليزية: Samuel G. Engel)‏ هو ضابط ومنتج أفلام أمريكي، ولد في 29 ديسمبر 1904 في وودريدج في الولايات المتحدة، وتوفي في 7 أبريل 1984 في سانتا كروز في الولايات المتحدة.

## وصلات خارجية
- صموئيل إنجل على موقع IMDb (الإنجليزية)
- صموئيل إنجل على موقع قاعدة بيانات الفيلم (الإنجليزية)